# Microcheilinella
Microcheilinella is een geslacht van uitgestorven kreeftachtigen uit de klasse van de Ostracoda (mosselkreeftjes).

## Soorten
- Microcheilinella aculeata Buschmina, 1975 †
- Microcheilinella acuminata Coryell & Rozanski, 1942 †
- Microcheilinella acuta Abushik, 1979 †
- Microcheilinella acutafiniformis Abushik, 1979 †
- Microcheilinella acutafinis (Neckaja, 1960) Krandijevsky, 1963 †
- Microcheilinella affinis Polenova, 1955 †
- Microcheilinella antecedens (Kegel, 1932) Adamczak, 1976 †
- Microcheilinella anticostiensis Copeland, 1974 †
- Microcheilinella anxianensis Xie, 1989 †
- Microcheilinella applanata Bazarova, 1987 †
- Microcheilinella arlanensis Kotschetkova, 1964 †
- Microcheilinella artiensis Gusseva, 1972 †
- Microcheilinella asymmetrica Blaszyk & Natusiewicz, 1973 †
- Microcheilinella bella Li (Zu-Wang), 1987 †
- Microcheilinella bicarinata Rozhdestvenskaya, 1962 †
- Microcheilinella bispinosa Blumenstengel, 1974 †
- Microcheilinella blidenensis Gailite, 1975 †
- Microcheilinella bohemica (Boucek, 1937) Boucek & Pribyl, 1955 †
- Microcheilinella borealis Buschmina, 1987 †
- Microcheilinella boweni McGill, 1966 †
- Microcheilinella brdensis Blaszyk & Natusiewicz, 1973 †
- Microcheilinella buekkensis Kozur, 1985 †
- Microcheilinella bullata Guan, 1978 †
- Microcheilinella bushminae Olempska, 1981 †
- Microcheilinella caudae Mikhailova, 1978 †
- Microcheilinella chlupaci Rozhdestvenskaya, 1962 †
- Microcheilinella ciyaoensis Li (Zu-Wang), 1987 †
- Microcheilinella clava (Kegel, 1932) Kummerow, 1953 †
- Microcheilinella compacta Cordell, 1952 †
- Microcheilinella composita Pranskevichius, 1972 †
- Microcheilinella composita Zanina, 1971 †
- Microcheilinella compressa Bazarova, 1987 †
- Microcheilinella convexa Pranskevichius, 1971 †
- Microcheilinella convexa Rozhdestvenskaya, 1962 †
- Microcheilinella cordata Cooper, 1941 †
- Microcheilinella costata Nechaeva, 1968 †
- Microcheilinella crepera Bazarova, 1987 †
- Microcheilinella decora Shi, 1964 †
- Microcheilinella delicata (Neckaja, 1966) Abushik, 1979 †
- Microcheilinella digitulistriata Lethiers, 1981 †
- Microcheilinella distorta (Geis, 1932) Bassler & Kellett, 1934 †
- Microcheilinella dorsicostata Shi, 1982 †
- Microcheilinella dorsoconvexa Polenova, 1960 †
- Microcheilinella dubia Buschmina, 1977 †
- Microcheilinella elegans Logvin, 1972 †
- Microcheilinella elongata (Polenova, 1960) Wei et al., 1983 †
- Microcheilinella elongatisima Bless, 1987 †
- Microcheilinella enormis Rozhdestvenskaya, 1962 †
- Microcheilinella exilis Cooper, 1941 †
- Microcheilinella extuberata Samoilova & Smirnova, 1960 †
- Microcheilinella fabaria Abushik, 1979 †
- Microcheilinella foeta Jiang (Z. H.), 1983 †
- Microcheilinella formosa Pranskevichius, 1972 †
- Microcheilinella givetica Rozhdestvenskaya, 1959 †
- Microcheilinella globulosa Pranskevichius, 1971 †
- Microcheilinella hanonetensis Casier, 1992 †
- Microcheilinella hodzaensis Mikhailova, 1986 †
- Microcheilinella hubeiensis Sun, 1978 †
- Microcheilinella hungarica Kozur, 1985 †
- Microcheilinella ianica (Neckaja, 1960) Krandijevsky, 1963 †
- Microcheilinella ilishevensis Kotschetkova, 1964 †
- Microcheilinella ilovlensis Tschigova, 1959 †
- Microcheilinella inaequalis Buschmina, 1977 †
- Microcheilinella incompta Li (Zu-Wang), 1987 †
- Microcheilinella indefenita Buschmina, 1965 †
- Microcheilinella indistincta Pranskevichius, 1972 †
- Microcheilinella inflata (Jones & Kirkby, 1879) Posner, 1951 †
- Microcheilinella inflata Kellett, 1935 †
- Microcheilinella infradomanica Rozhdestvenskaya, 1962 †
- Microcheilinella iniqua Pranskevichius, 1972 †
- Microcheilinella insignita Zbikowska, 1983 †
- Microcheilinella instabilis Pranskevichius, 1972 †
- Microcheilinella insueta Polenova, 1970 †
- Microcheilinella intumescens Posner, 1951 †
- Microcheilinella jarovkiensis Bazarova, 1987 †
- Microcheilinella kandavensis Gailite, 1975 †
- Microcheilinella kolednikensis Boucek & Pribyl, 1955 †
- Microcheilinella kordonica Polenova, 1955 †
- Microcheilinella kungurica Gusseva, 1974 †
- Microcheilinella lacrima Gailite, 1967 †
- Microcheilinella lacunosa Tschigova, 1958 †
- Microcheilinella lanceolata Crasquin-Soleau, 1989 †
- Microcheilinella larionovae Polenova, 1955 †
- Microcheilinella laterospinosa Kozur, 1985 †
- Microcheilinella laudata Rozhdestvenskaya, 1959 †
- Microcheilinella lilydalensis Willey, 1970 †
- Microcheilinella longapilea Li (Y.-W.), 1989 †
- Microcheilinella longiquadrata Li (Y.-W.), 1989 †
- Microcheilinella longovata Li (Y.-W.), 1989 †
- Microcheilinella longula (Ulrich & Bassler, 1913) Boucek & Pribyl, 1955 †
- Microcheilinella lubrica (Stumbur, 1956) Krandijevsky, 1963 †
- Microcheilinella lufengshanensis Wang & Shi, 1982 †
- Microcheilinella lundini Becker, 1989 †
- Microcheilinella malinowieckaja Neckaja, 1966 †
- Microcheilinella malobatschatskiensis Polenova, 1960 †
- Microcheilinella maloniformis Guan, 1978 †
- Microcheilinella malyinkaensis Kozur, 1985 †
- Microcheilinella mandelstami Polenova, 1952 †
- Microcheilinella mariettensis Kesling & Chilman, 1978 †
- Microcheilinella mascula Guan, 1978 †
- Microcheilinella maxima Sun & Lin, 1988 †
- Microcheilinella mendymensis Rozhdestvenskaya, 1962 †
- Microcheilinella minuta Cooper, 1946 †
- Microcheilinella miumaolingensis Zhang (li-jun), 1987 †
- Microcheilinella mobilis Gailite, 1967 †
- Microcheilinella moderata Abushik, 1968 †
- Microcheilinella modica Rozhdestvenskaya, 1962 †
- Microcheilinella monospinosa Polenova, 1960 †
- Microcheilinella monospinosa Zhang (Xiao-Jun), 1987 †
- Microcheilinella mukschensis Abushik, 1979 †
- Microcheilinella nasuta Rozhdestvenskaya, 1972 †
- Microcheilinella nimia Pranskevichius, 1972 †
- Microcheilinella notabilis Polenova, 1955 †
- Microcheilinella nuciformis (Jones, 1850) Ivanov, 1975 †
- Microcheilinella obeseventralis Li (Y.-W.), 1989 †
- Microcheilinella obisafitica Mikhailova, 1978 †
- Microcheilinella obliqua Polenova, 1960 †
- Microcheilinella obrima Jiang(zh), 1983 †
- Microcheilinella opima Shi, 1964 †
- Microcheilinella orbiculata Logvin, 1972 †
- Microcheilinella ornata Jiang(zh), 1983 †
- Microcheilinella ostashkovitchensis Demidenko, 1976 †
- Microcheilinella ovalis (Jones, 1887) Lundin, Petersen & Siveter, 1991 †
- Microcheilinella ovata (Neckaja, 1960) Krandijevsky, 1963 †
- Microcheilinella ovata Coryell & Rozanski, 1942 †
- Microcheilinella ovata Kummerow, 1953 †
- Microcheilinella parva Cordell, 1952 †
- Microcheilinella peculiaris Rozhdestvenskaya & Nechaeva, 1972 †
- Microcheilinella perexilis Shi, 1987 †
- Microcheilinella pergracilis Croneis & Gale, 1939 †
- Microcheilinella peroi Kozur, 1985 †
- Microcheilinella perpusilla Kotschetkova, 1972 †
- Microcheilinella planodorsa Abushik, 1979 †
- Microcheilinella porosa Pranskevichius, 1972 †
- Microcheilinella posneri Tschigova, 1958 †
- Microcheilinella posthungarica Kozur, 1985 †
- Microcheilinella postlaterospinosa Kozur, 1985 †
- Microcheilinella postnicovae Egorova, 1960 †
- Microcheilinella praekolednikensis Pribyl, 1987 †
- Microcheilinella prolata Pranskevichius, 1971 †
- Microcheilinella prunum Rozhdestvenskaya, 1972 †
- Microcheilinella punctata Tkacheva, 1980 †
- Microcheilinella pusilla Egorova, 1960 †
- Microcheilinella quadrata Cooper, 1946 †
- Microcheilinella rectangulata Gusseva, 1974 †
- Microcheilinella rectidorsata Kotschetkova, 1983 †
- Microcheilinella regularis Polenova, 1968 †
- Microcheilinella renaria Tkacheva, 1978 †
- Microcheilinella rhombiformis Li (Yu-Wen), 1989 †
- Microcheilinella rozhdestvenskaja Bakharev & Kazmina, 1984 †
- Microcheilinella satura Buschmina, 1977 †
- Microcheilinella sculpta Egorova, 1960 †
- Microcheilinella seimchanica Buschmina, 1979 †
- Microcheilinella senzeillesensis Lethiers, 1974 †
- Microcheilinella shiloi Bless, 1984 †
- Microcheilinella sibirica Buschmina, 1970 †
- Microcheilinella sichuanensis Wei, 1983 †
- Microcheilinella snajdri Rozhdestvenskaya, 1959 †
- Microcheilinella songziensis Sun (Quan-Ying), 1984 †
- Microcheilinella specialis Sun (Quan-Ying), 1984 †
- Microcheilinella speciosa Chen, 1958 †
- Microcheilinella spicata Bazarova, 1987 †
- Microcheilinella spinosa (Geis, 1932) Bassler & Kellett, 1934 †
- Microcheilinella subaequalis Shi, 1982 †
- Microcheilinella subamaliae Wang & Shi, 1982 †
- Microcheilinella subangusta Buschmina, 1977 †
- Microcheilinella subcorbuloides (Jones & Kirkby, 1886) Bassler & Kellett, 1934 †
- Microcheilinella subfusiformis Wang & Shi, 1982 †
- Microcheilinella subindistincta Wang & Liu, 1992 †
- Microcheilinella subinfradomanica Wang & Shi, 1982 †
- Microcheilinella subparallela Egorova, 1960 †
- Microcheilinella subquadrata Wei, 1983 †
- Microcheilinella subregularis Wang (S.), 1983 †
- Microcheilinella subreniformis Chen, 1958 †
- Microcheilinella subrhomboidalis Xie, 1983 †
- Microcheilinella subvariolaris Abushik, 1979 †
- Microcheilinella superba Bazarova, 1987 †
- Microcheilinella tabaganica Savina, 1990 †
- Microcheilinella taoshanensis Sun (Quan-Ying), 1984 †
- Microcheilinella tepida Bazarova, 1987 †
- Microcheilinella tiaomajianensis Sun, 1978 †
- Microcheilinella trapeziformis Abushik, 1979 †
- Microcheilinella triangularis (Boucek, 1937) Krandijevsky, 1963 †
- Microcheilinella trunca Rozhdestvenskaya, 1979 †
- Microcheilinella tschigovae Egorova, 1960 †
- Microcheilinella tschikalyensis Kotschetkova, 1972 †
- Microcheilinella tubulifera (Swartz, 1936) Becker, 1989 †
- Microcheilinella tumefacta Pranskevichius, 1971 †
- Microcheilinella tumida Cooper, 1941 †
- Microcheilinella ukmergensis Pranskevichius, 1971 †
- Microcheilinella uncata Bazarova, 1987 †
- Microcheilinella variolaris (Neckaja, 1960) Krandijevsky, 1963 †
- Microcheilinella ventrosa Polenova, 1960 †
- Microcheilinella vigens Pranskevichius, 1972 †
- Microcheilinella visnyoensis Kozur, 1985 †
- Microcheilinella voronensis Samoilova, 1970 †
- Microcheilinella yichangensis Sun (Quan-Ying), 1988 †
- Microcheilinella zbikowskae Becker, 1987 †